# Typhlodromus foenilis
Typhlodromus foenilis är en spindeldjursart som beskrevs av Oudemans 1930. Typhlodromus foenilis ingår i släktet Typhlodromus och familjen Phytoseiidae. Inga underarter finns listade i Catalogue of Life.